# Martin Lübbert
Martin Lübbert (1887 – 1970) è stato un attore e produttore cinematografico tedesco che lavorò per il cinema esclusivamente all'epoca del muto.

## Filmografia
- Der Verräter, regia di Georg Alexander, Carl Boese (1917)
- Gräfin Küchenfee, regia di Robert Wiene (1918)
- Malaria (Malaria. Urlaub vom Tode), regia di Rochus Gliese (1919)
- Das Schicksal der Carola van Geldern, regia di Carl Froelich (1919)
- Der Galeerensträfling, regia di Rochus Gliese (1919)[1]
- Das Lied der Tränen, regia di Fritz Bernhardt (1920)
- Seine Frau, die Unbekannte, regia di Benjamin Christensen (1923)
- Der steinerne Reiter, regia di Fritz Wendhausen (1923)